# Makopong
Makopong – wieś w Botswanie w dystrykcie Kgalagadi. Osada znajduje się przy granicy z Republiką Południowej Afryki. Według spisu ludności z 2001 roku wieś liczyła 1 501 mieszkańców.